# Chronik des Nyang Ral Nyima Öser
| Tibetische Bezeichnung                                                                                           |
| --- |
| Tibetische Schrift: ཆོས་འབྱུང་མེ་ཏོག་སྙིང་པོ་སྦྲང་རྩིའི་བཅུད་                                                                  |
| Wylie-Transliteration: nyang chos 'byung; nyang ral chos 'byung; chos 'byung me tog snying po sbrang rtsi'i bcud |
| Chinesische Bezeichnung                                                                                          |
| Vereinfacht: 娘氏宗教源流; 娘氏教法源流                                                                          |
| Pinyin:Niangshi zongjiao yuanliu; Niangshi jiaofa yuanliu                                                        |

Die Chronik des Nyang Ral Nyima Öser oder Chronik des Nyang (tib.: nyang chos 'byung oder chos 'byung me tog snying po sbrang rtsi'i bcud  u. a.) ist eine Geschichte des Buddhismus in Indien und Tibet von Tertön Nyang Ralpacan Nyima Öser (nyang ral pa can nyi ma 'od zer; 1124–1192) aus der Nyingma-Tradition des tibetischen Buddhismus.
Die Zeit der Abfassung ist unklar, das Werk wurde als Manuskript überliefert.
Eine moderne Ausgabe ist in der tibetischen Buchreihe gangs can rig mdzod enthalten.

## Ausgaben
- Chos 'byung me tog snying po sbrang rtsi'i bcud.[2] Lhasa: Bod ljongs mi dmangs dpe skrun khang, 1988 (Gangs can rig mdzod 5) (2. Auflage. 2010, ISBN 978-7-80589-121-7), herausgegeben von Nyenshül Khyenrab Ösel[3].